# Coq au vin (film)
Pour le plat français, voir Coq au vin.
Série
Coq au vin 2
(2013)
Pour plus de détails, voir Fiche technique et Distribution.
Coq au vin (Kokowääh) est un film allemand réalisé par Til Schweiger, sorti en 2011. Il a pour suite Coq au vin 2

## Synopsis
Henry, auteur reconnu, découvre qu'il a une fille de 8 ans. Elle s'appelle Magdalena.

## Fiche technique
- Titre : Coq au vin
- Titre original : Kokowääh
- Réalisation : Til Schweiger
- Scénario : Béla Jarzyk et Til Schweiger
- Musique : Dirk Reichardt, Mirko Schaffer et Martin Todsharow
- Photographie : Christof Wahl
- Montage : Constantin von Seld
- Production : Til Schweiger et Tom Zickler
- Société de production : Barefoot Films, Béla Jarzyk Production, Sat.1 et Warner Bros.
- Société de distribution : Warner Bros.
- Pays :  Allemagne
- Genre : Comédie
- Durée : 123 minutes
- Dates de sortie : 
  -  Allemagne : 3 février 2011

## Distribution
- Til Schweiger : Henry
- Emma Schweiger : Magdalena
- Meret Becker : Charlotte
- Jasmin Gerat : Katharina
- Samuel Finzi : Tristan
- Numan Acar : le travailleur
- Misel Maticevic : Rob
- Sanny van Heteren : Christiane
- Anna Julia Antonucci : Bine
- Mimi Fiedler : Maria
- Jessica Richter : Esther

## Distinctions
- Jupiter Awards 2012 : Meilleur acteur pour Til Schweiger[1].